# Třebenice (Štěchovice)
Třebenice jsou vesnice, část městyse Štěchovice v okrese Praha-západ ve Středočeském kraji. Nachází se asi 3,7 kilometru jihovýchodně od Štěchovic v zákrutu řeky Vltavy, pod vodní nádrží Slapy. Ve vesnici se také nachází útulný, pohostinný a legendární trempský hostinec U Taterů.

## Historie
První písemná zmínka o vesnici pochází z roku 1055.

## Obyvatelstvo
| Rok            | 1869 | 1880 | 1890 | 1900 | 1910 | 1921 | 1930 | 1950 | 1961 | 1970 | 1980 | 1991 | 2001 | 2011 | 2021 |
| -------------- | ---- | ---- | ---- | ---- | ---- | ---- | ---- | ---- | ---- | ---- | ---- | ---- | ---- | ---- | ---- |
| Počet obyvatel | 48   | 53   | 51   | 41   | 37   | 28   | 31   | 403  | 238  | 250  | 217  | 193  | 171  | 173  | 221  |
| Počet domů     | 6    | 6    | 6    | 5    | 4    | 5    | 6    | 30   | 30   | 43   | 41   | 41   | 48   | 55   | 70   |

## Pamětihodnosti
Do Třebenic byl při stavbě štěchovické přehrady přemístěn Ferdinandův sloup a socha svatého Jana Nepomuckého, které dříve označovaly Svatojánské proudy.
Poblíž se nalézá několik trampských osad (Ztracenka, Apten Hassa, Margon, SKOT, Svatojánské proudy), které měly zásadní vliv při rozvoji trampingu v Čechách.[zdroj⁠?!]